# Inicjacja

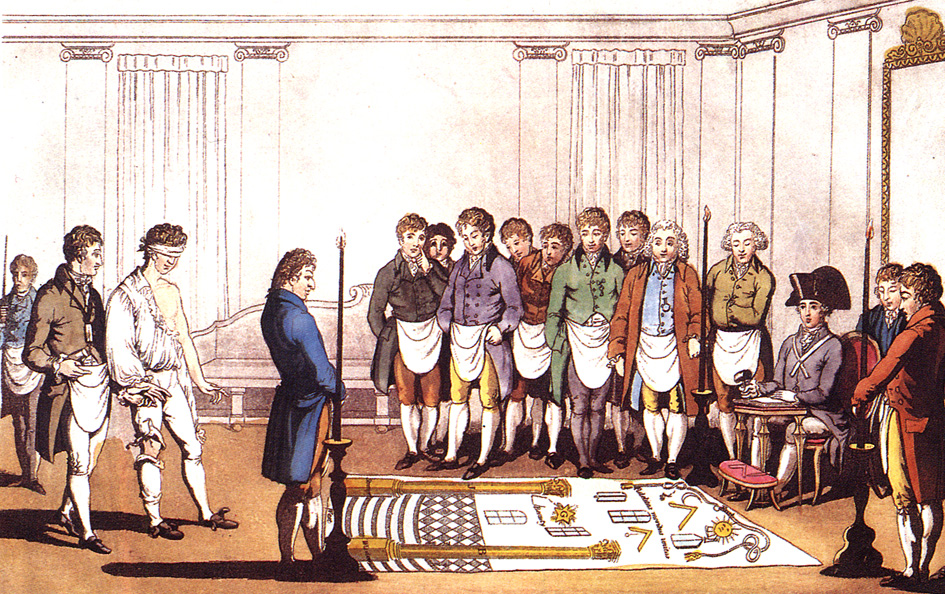
Obraz przedstawiający inicjację masońską

Inicjacja występuje w następujących znaczeniach:
- rozpoczęcie czynności, procesu działania (zob. inicjalizacja)
- ceremonia przyjęcia nowego członka
- obrzęd przejścia na kolejny, wyższy poziom wtajemniczenia,
- inicjacja seksualna – rozpoczęcie współżycia, obcowania płciowego.

Często inicjacja jest zrytualizowana i towarzyszy jej odpowiednia ceremonia. Jest tak zwłaszcza w przypadku, kiedy inicjowany wstępuje do jakiegoś zakonu lub tajnego stowarzyszenia, co oznacza wtajemniczenie w sekretne doktryny czy misteria starożytne.
W przypadku inicjacji mistycznych jest to nie tylko uhonorowanie i uznanie członkostwa, ale często również nadnaturalny przekaz wiedzy, stanu uświęcenia lub nadzwyczajnych zdolności i mocy. Człowiekowi nieinicjowanemu (a często nawet inicjowanemu) trudno jest potwierdzić realność takiego nadnaturalnego przekazu, sceptycy zaś uznają go za oszustwo lub (auto)sugestię.
Obrzezanie jest jednym z przykładów obrządku inicjacyjnego o długiej historii.

## Chrzescijaństwo
W kościołach chrześcijańskich, w tym w Kościele Katolickim rytem inicjacyjnym jest sakrament chrztu, zaś okresem inicjacyjnym — katechumenat. Jest to inicjacja chrześcijańska – wprowadzanie ochrzczonych dzieci w życie wiary.

## Masoneria
W rytach masońskich wtajemniczenia są wielostopniowe. Podstawowa, uniwersalna masoneria (tzw. świętojańska lub błękitna) ma 3 stopnie (uczeń, czeladnik, mistrz). Wtajemniczenia na kolejne stopnie są zróżnicowane w zależności od rytu, np. Ryt Szkocki Dawny i Uznany liczy 33 stopnie wtajemniczenia, Ryt Francuski Nowoczesny – 7, Ryt York – 13, Ryt Szwedzki – 11, zaś Ryt Memphis-Misraim aż 99 stopni. Tak jak np. uroczysta inicjacja szkolna dzieli ludzi na uczniów i całą resztę, tak inicjacje masońskie dzielą ludzi na wtajemniczonych (braci) oraz profanów (światowych).